# Tales from Topographic Oceans

Tales from Topographic Oceans —en español: Relatos de los Océanos Topográficos— es el sexto álbum de estudio de la banda inglesa de rock progresivo Yes, lanzado en 1973 por Atlantic Records.
Fue presentado como álbum doble, con una sola pista ocupando cada lado; su concepto está basado en la interpretación del cantante Jon Anderson de una nota al pie en Autobiografía de un yogi, escrita por Paramahansa Yogananda.
Se convirtió en el primer álbum en el Reino Unido en ganar una certificación oro previo a su lanzamiento. 
Se mantuvo número uno en la lista UK Albums Chart por dos semanas, y alcanzó el número seis en la lista Billboard 200.

## Detalles
Este trabajo consiguió el cuarto disco de oro de la banda a pesar de ser muy controvertido en la época de su lanzamiento, ya que fue mal recibido por la crítica, calificándolo como uno de los peores excesos del rock progresivo, y los aficionados reaccionaron con opiniones encontradas entre sí sobre si el trabajo se encuentra o no entre los mejores del grupo. 
La historia del álbum gira en torno a las escrituras del Shastra a la luz del libro "Autobiografía de un Yogui" de Paramahansa Yogananda. 
Jon Anderson estaba leyendo este libro durante la gira que dio lugar al triple en directo Yessongs.
En el interior de la cubierta del doble LP se explica la génesis de esta obra: el cantante Anderson y el guitarrista Steve Howe, que compartían la misma filosofía mística de tipo oriental, se reunían por las noches, después de los conciertos, para componer las letras del disco y la estructura general de la obra. Luego, los demás músicos hicieron sus aportaciones. 
Al acabar Jon Anderson y Steve sus composiciones, sintieron un tremendo éxtasis iluminatorio que les duró varios días.
A diferencia del cantante y del guitarrista, el tecladista del grupo, Rick Wakeman, manifestó que este doble vinilo no le gustaba por tener unas pretensiones que se les habían ido de las manos. Además, añadía que no entendía las letras de Jon Anderson motivo por el cual le costaba mucho interpretar los temas con convicción e inspiración. No es raro que al poco tiempo decidiera abandonar la formación, y que fuera sustituido en el siguiente disco por otro tecladista.
No obstante, con los años Rick Wakeman ha ido moderando su juicio crítico en lo referente a Tales from Topographic Oceans: hoy, a su juicio, el disco contiene momentos excepcionales y otros de relleno bastante prescindibles. En este sentido, considera que la obra debería haberse editado en un formato más corto. Quizá en un solo LP y no en dos. Pero, contrastando con su actual postura, Steve Howe siempre ha considerado que en este par de discos no sobra absolutamente nada. Es más: en las actuaciones que ha realizado con Yes siempre ha exigido que al interpretar alguna canción de Tales...  se haga de manera completa, sin seleccionar partes. Igualmente, Jon Anderson siempre ha insistido en su satisfacción respecto al resultado de la obra y asegura no entender "qué problema hay con este disco". Un álbum que, según explica Jon mismo, fue muy criticado por la prensa a la vez que era comprado en masa por los aficionados.
Volviendo a la información aportada por la carpeta del vinilo: lo que inspiró la idea de "topografía" fue en buena parte ver desde el avión, durante esta gira de 1973, los tremendos y ricos paisajes del continente asiático oriental. En el DVD Yes Speak, el bajista Chris Squire añade que la idea en un principio era llamar al doble LP "Relatos de los Océanos Tubográficos", a partir de la teoría del físico Fred Hoyle que hablaba de que el universo es "tubular". Pero, finalmente cambiaron la última palabra sustituyendo "tubográficos" por "topográficos".
La música del álbum se ajusta bastante bien al título. Porque cuando se escucha superficialmente puede dar la sensación de que es bastante homogéneo y líquido como el mar. 
Incluso puede llegar a parecer monótono (a lo que contribuye en buena parte la voz de Anderson, que a lo largo del disco canta casi todo el tiempo en la misma nota). Pero, al escucharse de manera más detenida, se aprecia en él una topografía instrumental y ambiental muy rica y compleja.

## Lista de canciones
Historia y letras por Jon Anderson y Steve Howe, excepto donde se indique. Música de Jon Anderson, Steve Howe, Rick Wakeman, Chris Squire y Alan White.
Disco Uno
1. "The Revealing Science of God (Dance of the Dawn)" – 20:25 (álbum original) (22:22 en la reedición de 2003)
2. "The Remembering (High the Memory)" – (Letras de Yes) 20:38

Disco Dos
1. "The Ancient (Giants Under the Sun)" – (Letras de Anderson/Howe/Squire) 18:35
2. "Ritual (Nous Sommes du Soleil)" – 21:37

## Personal
- Jon Anderson – voz
- Chris Squire – bajo, voz
- Steve Howe – guitarras, voz
- Rick Wakeman – teclados
- Alan White – batería, percusión